# Эрцен, Георг фон
Барон Карл Фридрих Теодор Георг Людвиг фон Эрцен (нем. Karl Friedrich Theodor Georg Ludwig von Oertzen; 2 февраля 1829, Брунн (Мекленбург) — 26 мая 1910, Кенцинген) — немецкий дипломат, придворный чиновник, писатель

, поэт, драматург.

## Биография
Обучался в Боннском, Гёттингенском и Берлинском университетах.
С 1852 по 1857 год служил офицером Прусской армии. С 1855 года — атташе при посланнике Бундестага Отто фон Бисмарке . С 1857 по 1864 год — на прусской придворной службе.
Участник Австро-прусско-итальянской и Франко-прусской войн.
В 1879 году поступил на дипломатическую службу Германской империи. С 1881 по 1888 год — служил консулом в Марселе (Франция), с 1888 по 1892 год — генеральный консул Германии в Христиании. Фон Эрцен служил камергером Великого герцога Мекленбургского .
Занимался литературной деятельностью. Известен, как драматург, поэт и эпиграммист.
Публиковал свои произведения под псевдонимами Людвиг Роберт и Георг Уондерер.

## Избранные произведения
Драмы
- «Heimgebrahtes» (1866),
- «Vom Vaterlande» (1866),
- «In Sonnenschein und Wind» (1868),
- «Aus den Kämpfen des Lebens»,
- «Alte Bilder und junge Blätter» (1869),
- «Unter dem Reichspanier» (1871).

Другие
- «Selbstgespräche»,
- «Satiren und Glossen eines Weiltmannes» (1874),
- «Liebeslieder aur jungen Tagen»,
- «Erlebnisse und Studien in der Gegenwart»,
- «Stimmen des Lebens»,
- «Reime eines Verschollenen»,
- «Deutsche Träume, deutsche Siege»,
- «Schrullen»,
- «Adam kontra Eva»,
- «Epigramme u. Epiloge in Prosa»,
- «Pera bei Poetenlicht»,
- «Lieder und Leute»,
- «Aus den Herbergen des Lebens»,
- «Aus Lyrikers Chronik»,
- «Kaiser Wilhelm. Kaiser Friedrich»,
- «Randstriche u. Nesselreime»,
- «Sommerfahrt eines Junggebliebenen»,
- «Lieder im Wiederhall»,
- «Schwarz auf weiss»,
- «Auf Schwarzwaldwegen».